# 1953-as Formula–1 svájci nagydíj
Az 1953-as Formula–1-es világbajnokság nyolcadik futama a svájci nagydíj volt. Alberto Ascari 37,5 ponttal állt a világbajnokságban. Újabb győzelme esetén már biztos világbajnok. Juan Manuel Fangio próbálta ebben megakadályozni, de előbb saját gépének motorja romlott el, majd a Bonettótól kapott versenygép kapott defektet. Ascarinak sem volt gondmentes a futam, gyertya és fúvóka javításra ki kellett állnia neki is. Közben Nino Farina száguldott újabb győzelme felé. Mikor kiderült, hogy nincs nagyobb gond Ascari gépével, kijelezték Farinának a R (regular-mérsékelt) tempót és a csapat döntése szent. Később méltatlankodott, mert ellopták tőle a győzelmet. Így Ascari visszaállt az élre és az utolsó futamtól függetlenül már világbajnok lett.

## Futam
|    | Rsz. | Versenyző                         | Csapat         | Körök | Idő/Kiesések     | Start | Pontok |
| -- | ---- | --------------------------------- | -------------- | ----- | ---------------- | ----- | ------ |
| 1  | 46   | Alberto Ascari                    | Ferrari        | 65    | 3:01'34,40       | 2     | 9      |
| 2  | 24   | Giuseppe Farina                   | Ferrari        | 65    | + 1'12,93        | 3     | 6      |
| 3  | 26   | Mike Hawthorn                     | Ferrari        | 65    | + 1'35,96        | 7     | 4      |
| 4  | 32   | Juan Manuel Fangio Felice Bonetto | Maserati       | 64    | + 1 kör          | 1     | 1,5    |
| 5  | 34   | Hermann Lang                      | Maserati       | 62    | + 3 kör          | 11    | 2      |
| 6  | 28   | Luigi Villoresi                   | Ferrari        | 62    | + 3 kör          | 6     |        |
| 7  | 20   | Ken Wharton                       | Cooper-Bristol | 62    | + 3 kör          | 9     |        |
| 8  | 40   | Max de Terra                      | Ferrari        | 51    | + 14 kör         | 19    |        |
| 9  | 18   | Albert Scherrer                   | HWM-Alta       | 49    | + 16 kör         | 18    |        |
| Ki | 4    | Chico Landi                       | Maserati       | 54    | Váltó            | 20    |        |
| Ki | 42   | Toulo de Graffenried              | Maserati       | 49    | Váltó/erőátvitel | 8     |        |
| Ki | 36   | Onofre Marimón                    | Maserati       | 46    | Motor            | 5     |        |
| Ki | 8    | Maurice Trintignant               | Gordini        | 43    | Tengely          | 4     |        |
| Ki | 6    | Jean Behra                        | Gordini        | 37    | Olajnyomás       | 12    |        |
| Ki | 30   | Felice Bonetto Juan Manuel Fangio | Maserati       | 29    | Motor            | 10    |        |
| Ki | 16   | Lance Macklin                     | HWM-Alta       | 29    | Motor            | 15    |        |
| Ki | 38   | Peter Hirt                        | Ferrari        | 17    | Motor            | 17    |        |
| Ki | 14   | Paul Frère                        | HWM-Alta       | 1     | Motor            | 16    |        |
| Ki | 2    | Jacques Swaters                   | Ferrari        | 0     | Kipördült        | 13    |        |
| Ki | 10   | Louis Rosier                      | Ferrari        | 0     | Kipördült        | 14    |        |

## Statisztikák
Vezető helyen: Alberto Ascari 52 kör (1-40/54-65), Giuseppe Farina 13 kör (41-53)
- Fangio 10. pole-pozíciója
- Ascari 10. (R) leggyorsabb köre
- Ascari 13., (R) utolsó győzelme
- Ferrari 17. győzelme.

Váltott vezetés: 
- 32-es kocsi Juan Manuel Fangio (12 kör), Felice Bonetto (29 kör)
- 30-as kocsi Felice Bonetto (12 kör), Juan Manuel Fangio (17 kör)